# Tiglieto
Tiglieto (Tijê in ligure, Muncaru in dialetto orbasco) è un comune italiano di 464 abitanti della città metropolitana di Genova in Liguria. La sede comunale è situata nella località di Casavecchia.

## Geografia fisica
Il territorio comunale è situato in val d'Orba, ad ovest di Genova, nel cuore dell'Appennino ligure, a breve distanza dal confine con le province di Savona ed Alessandria.
Tra le vette del territorio il bric del Dentino (976 m), il colle dei Ferri (902 m), il bric Mapassu (869 m), il bric della Bia (746 m), il monte Calvo (738 m), il monte Laione (732 m), il bric Matellona (720 m), il bric Carpescio (662 m), il bric della Bandita (650 m), il bric Scaglione (649 m), il bric del Cucco (632 m), la Rocca della Marietta (614 m).
Tiglieto fa parte del Parco naturale regionale del Beigua.

## Storia

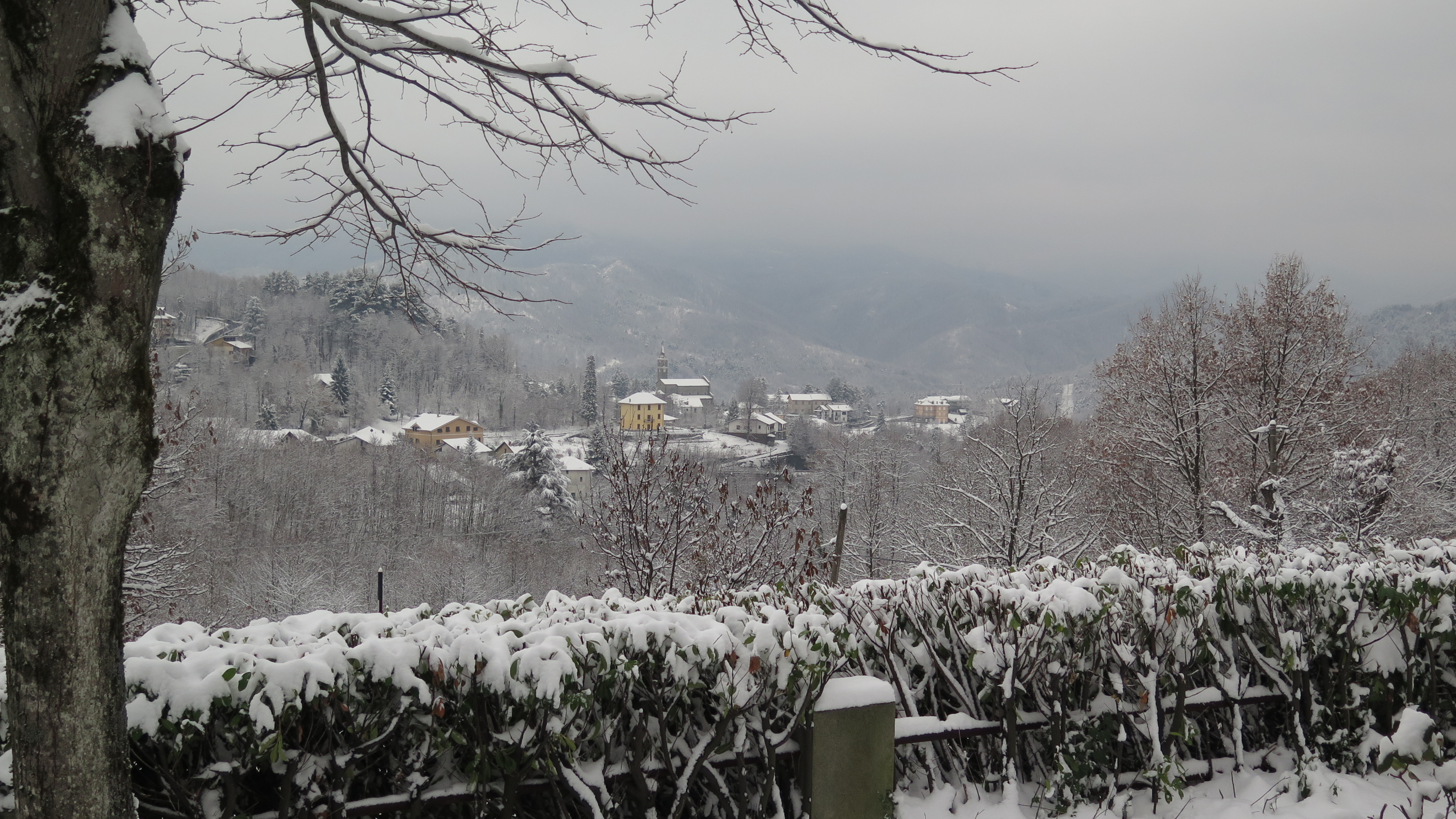
Veduta del paese in inverno. Data la totale differenza del clima rispetto alle località costiere, durante i mesi più freddi è ancora possibile assistere ad intense nevicate.

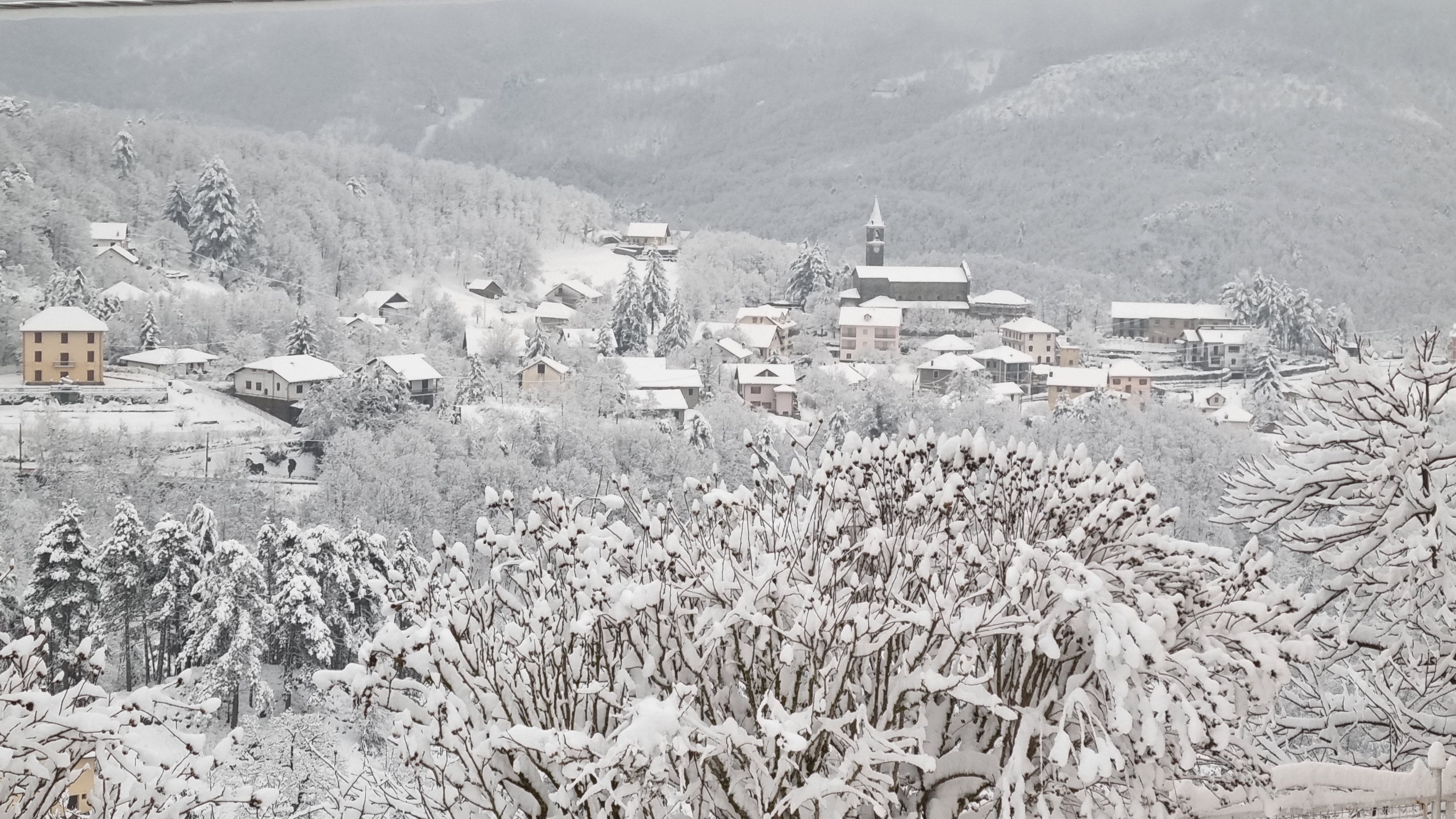
Il paese dopo una nevicata nel 2021 ripreso dalla località Costa Azzurra

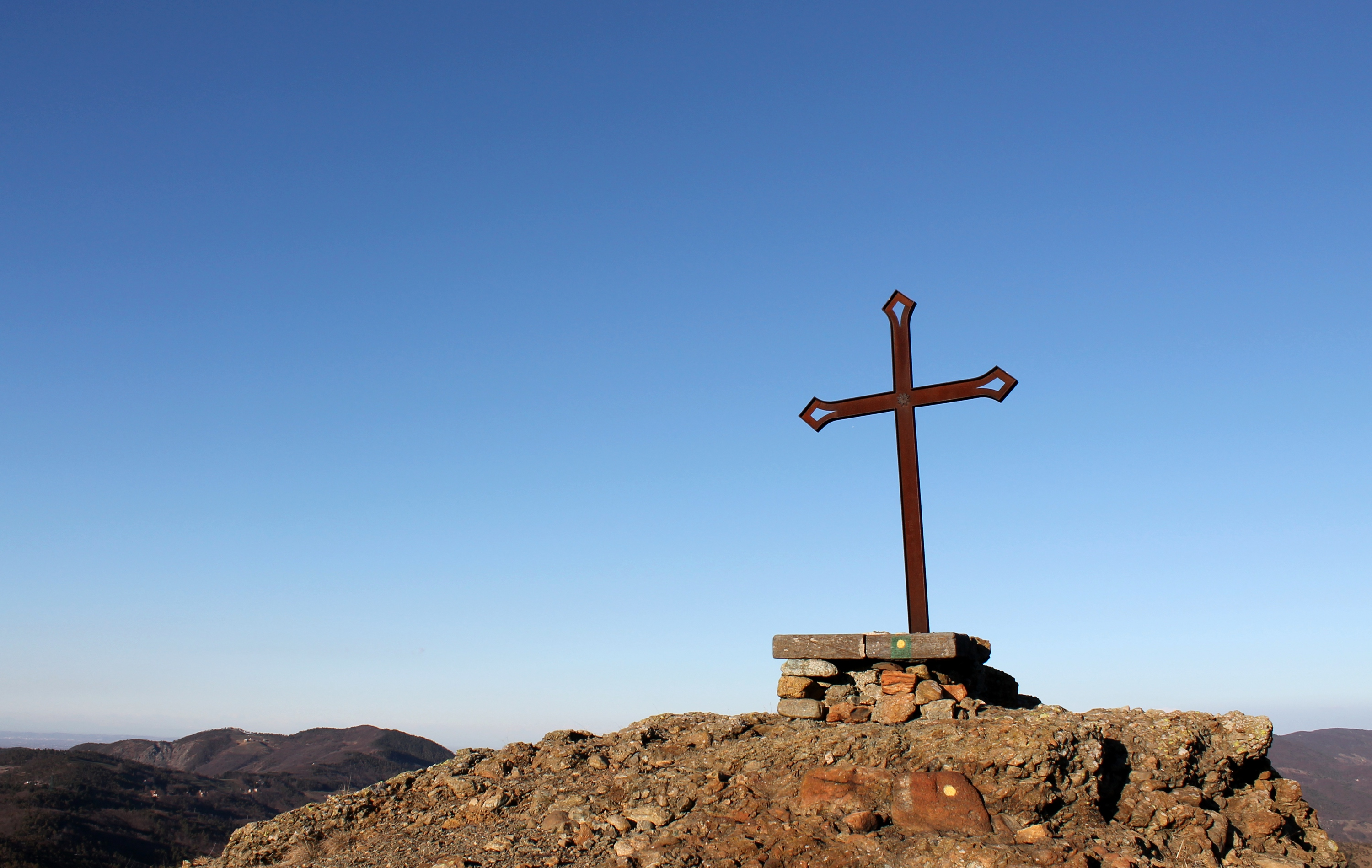
Croce in ferro presso Montecalvo

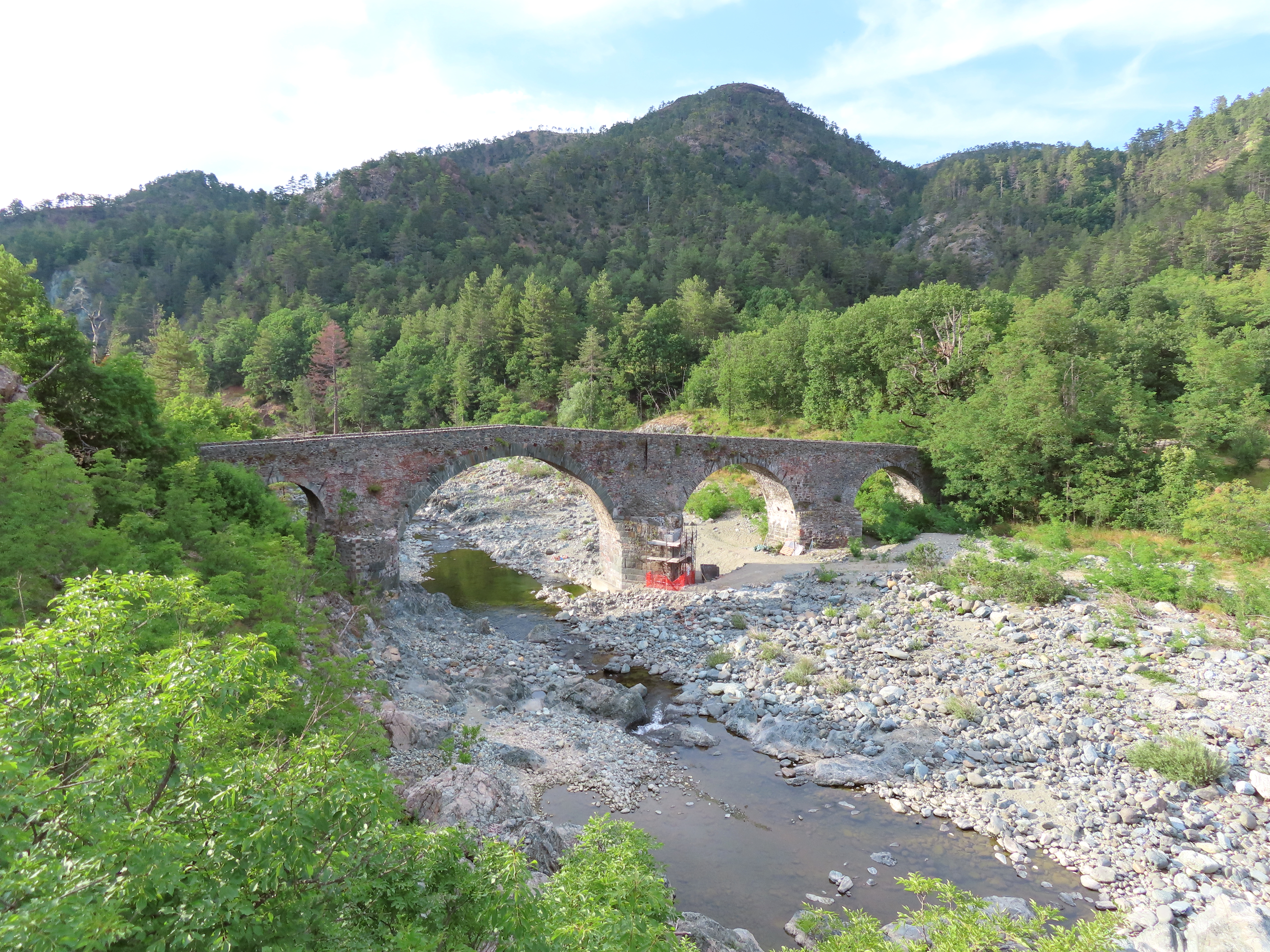
Ponte romanico presso il torrente Orba

Sembrerebbe che già in epoca romana fosse noto, con il nome di Civitacula, un insediamento agro-pastorale collocato nel territorio attuale di Tiglieto. Ciò dimostrerebbe che la presenza di stanziamenti stabili in questo tratto della valle del torrente Orba precederebbe di diversi secoli la fondazione dell'abbazia di Santa Maria alla Croce di Tiglieto (edificata dai cistercensi nel 1120), nota semplicemente come "badia di Tiglieto", che fu il principale nucleo abitato del comune di Tiglieto, fino agli anni venti del XX secolo.
Il toponimo attuale, che compare solo nel Basso Medioevo, sembrerebbe in relazione con la notevole diffusione sul territorio del tiglio, albero oggi piuttosto raro nei dintorni di Tiglieto, ma che costituiva assieme alla rovere uno dei principali componenti dei boschi che si estendevano nell'attuale piana della badia. Questi boschi furono successivamente in gran parte tagliati nel corso degli ultimi secoli (per far luogo a colture cerealicole e al pascolo) e hanno iniziato a rispandersi, nel territorio della piana di fondovalle, solo negli ultimi decenni, in seguito all'abbandono dell'agricoltura e dell'allevamento intensivo.
Durante il XVI secolo l'area acquisì maggiore importanza economica grazie al forte traffico commerciale legato alle nuove comunicazioni stradali colleganti il Basso Piemonte e la zona dell'Ovadese con il mar Ligure.
Il 12 luglio 1583 soldati di Guglielmo Gonzaga, duca di Mantova e marchese del Monferrato, invasero il territorio di Tiglieto con lo scopo di impadronirsi delle terre, per poi conseguentemente imporne dazi doganali sulle merci. L'improvvisa invasione e la costruzione da parte dei nuovi "invasori" nel territorio tiglietese di piccole fortificazioni e case doganali portò ad un ovvio allarme nel feudo di Sassello, quest'ultimo proprietario del borgo di Tiglieto e fedele alleato della Repubblica di Genova. La repubblica, avvisata dagli stessi signori locali, nell'immediato inviò nel borgo soldati genovesi che, dopo tre giorni di intensa lotta, riuscirono a far retrocedere i soldati del ducato mantovano, ad abbandonare il territorio "di confine" e sgomberare la badia precedentemente occupata dai lombardi.
Ovviamente questo episodio inasprì il già delicato rapporto politico tra il Ducato di Mantova e la repubblica genovese fino al 1609, anno in cui il conte Gian Battista Del Carretto di Millesimo venne nominato nuovo signore di Sassello, e quindi delle terre di Tiglieto.
Nel XVIII secolo nuove guerre si combatterono nelle terre di confine tra Tiglieto e la vicina zona del Monferrato per la proprietà di alcune terre da pascolo. La guerra locale si protese nel tempo causando in diverse occasioni uccisioni e rapimenti fino a quando il re di Sardegna, divenuto sovrano reggente del Monferrato, cercò assieme alla repubblica genovese un accordo di pace. Nell'intesa tra il re e il dogato, avviata nel 1731, si decise per la nomina di due rappresentanti dei corrispettivi governi per la ridefinizione dei confini geografici; come da accordi Tiglieto riuscì ad acquisire nuove terre da pascolo.
Nel febbraio 1747 subì, come la Repubblica di Genova sua alleata e sostenitrice, l'invasione degli Austriaci che posero in assedio la locale chiesa e case ed erigendo, di fatto, un piccolo dominio austriaco nella vallata. L'occupazione austriaca fu strenuamente combattuta dai soldati genovesi - inviati da Genova l'11 marzo - che, dopo un estenuante lotta, riuscirono a liberare la località dalla presenza straniera.
Conquistò autonomia dal comune di Sassello nel 1779 e nuove terre vennero acquistate dal vecchio comune sassellese, nel 1780, ampliando notevolmente il territorio e contribuendo a svilupparne l'economia del territorio tiglietese.
Con la dominazione francese rientrò dal 2 dicembre 1797 nel dipartimento della Cerusa, con capoluogo Voltri, all'interno della Repubblica Ligure. Dal 28 aprile del 1798 con i nuovi ordinamenti francesi, Santa Maria di Tiglietto (così era citata l'odierna Tiglieto) rientrò nel VII cantone, capoluogo San Pietro d'Olba, della giurisdizione della Cerusa. Dal 1803 divenne invece centro principale del I cantone di Colombo nella giurisdizione di Colombo con capoluogo Savona. Annesso al Primo Impero francese dal 13 giugno 1805 al 1814 venne inserito nel dipartimento di Montenotte.
Nel 1815 fu inglobato nel Regno di Sardegna, secondo le decisioni del congresso di Vienna del 1814, e successivamente nel Regno d'Italia dal 1861. Dal 1859 al 1926 il territorio fu compreso nel III mandamento di Sassello del circondario di Savona dell'allora provincia di Genova.
Il decreto reale n. 365 del 13 aprile 1933 firmato dal re Vittorio Emanuele III di Savoia stabilì il definitivo passaggio di Tiglieto in provincia di Genova dalla precedente amministrazione provinciale savonese.

### Simboli
Stemma
Gonfalone
Lo stemma precedentemente in uso era stato concesso con regio decreto del 10 ottobre 1942, così come il gonfalone, e aveva la seguente descrizione araldica:

Il gonfalone era un drappo di azzurro.

## Monumenti e luoghi d'interesse

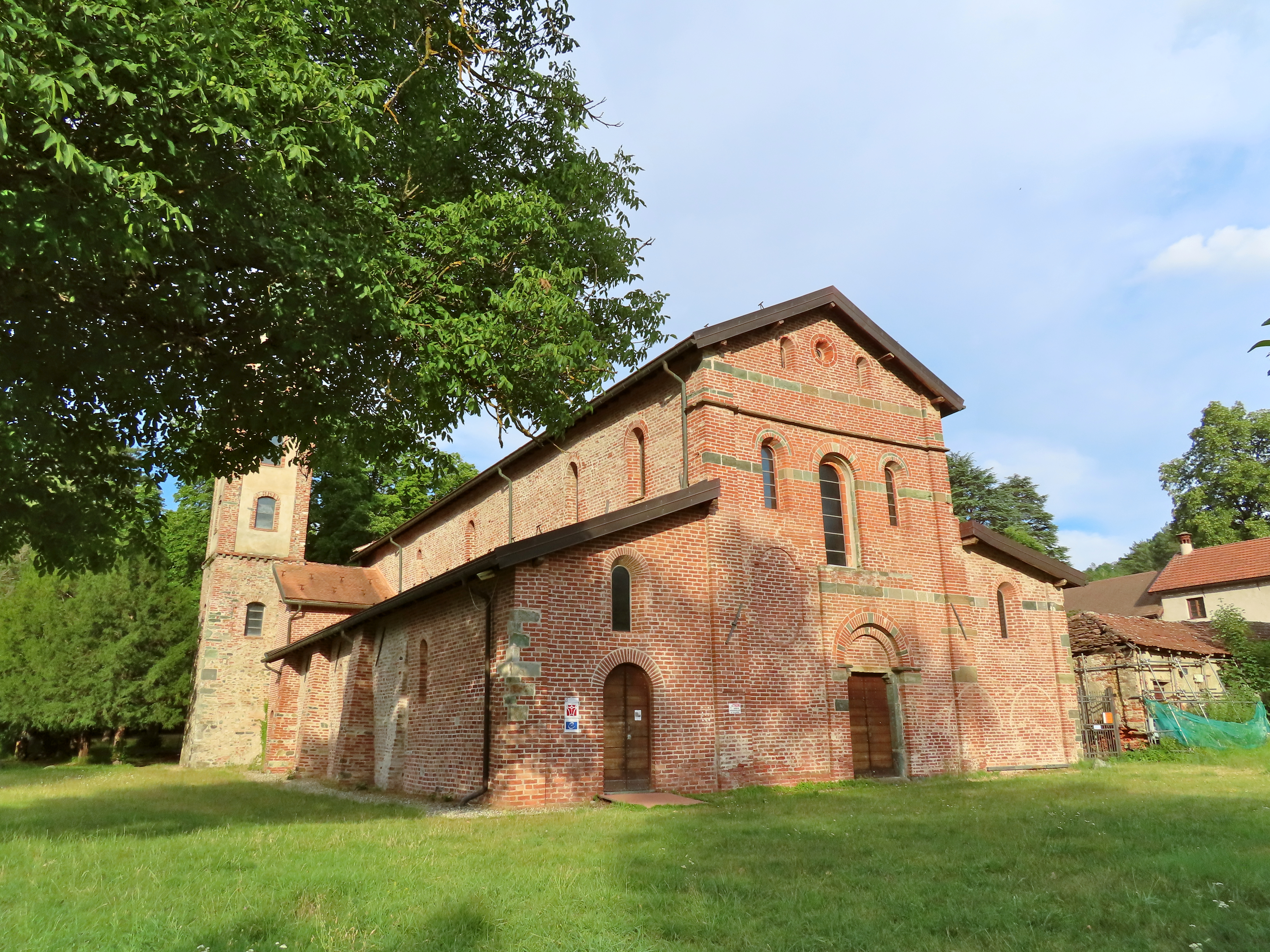
L'abbazia di Santa Maria alla Croce di Tiglieto.

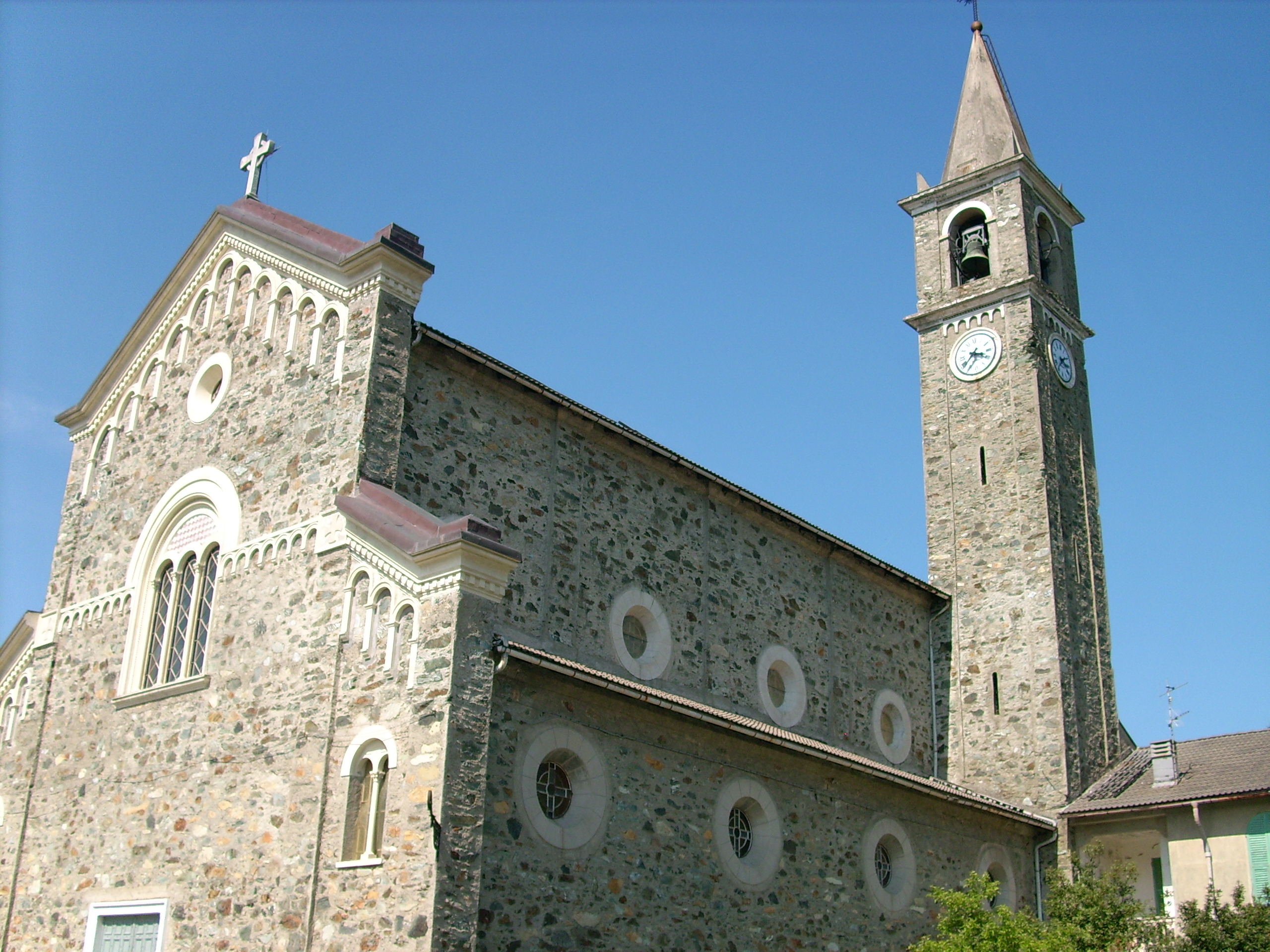
La chiesa parrocchiale di San Bernardo e Santa Maria Assunta nella località di Casavecchia

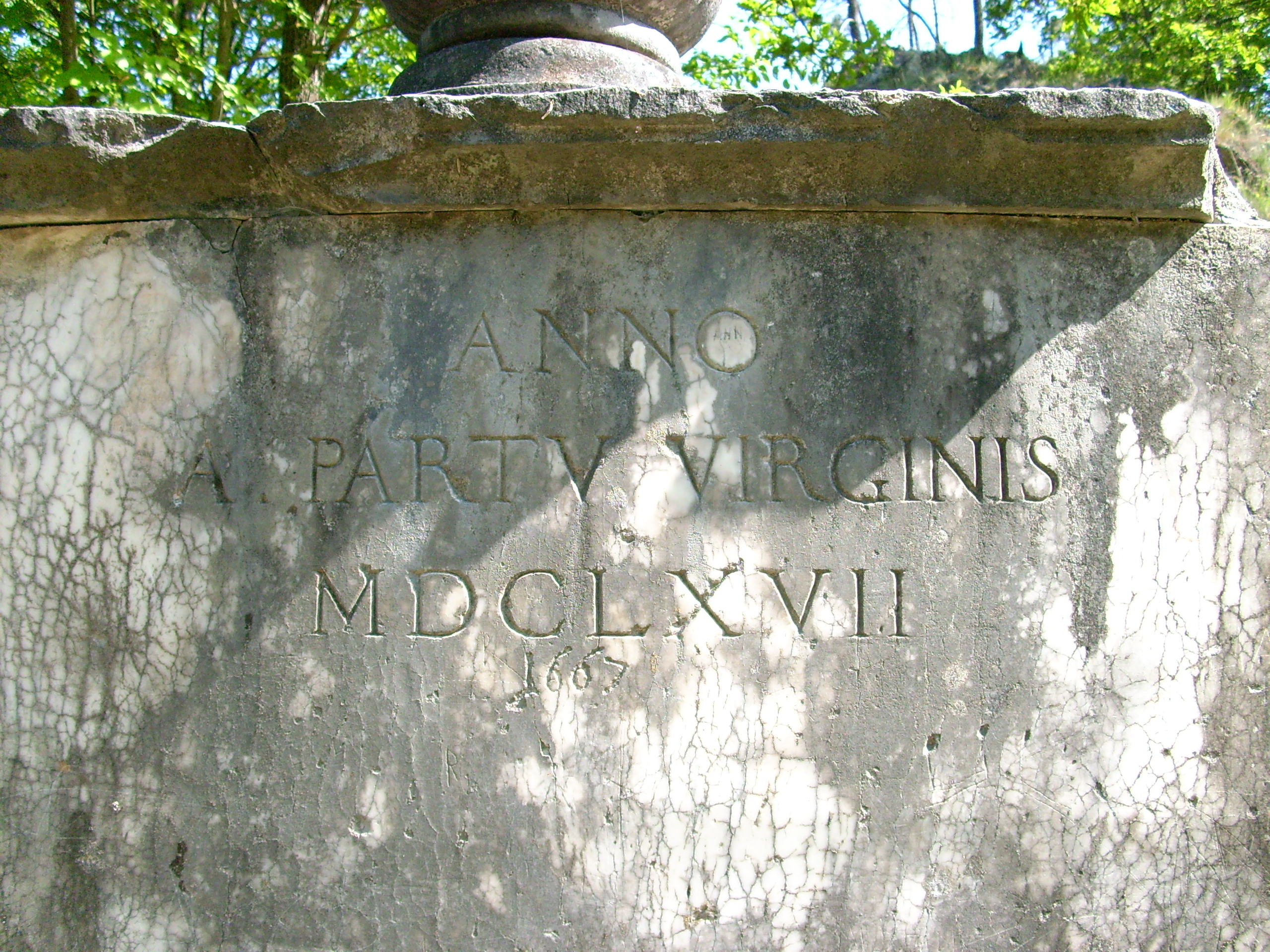
L'iscrizione in latino presso il ponte

### Architetture religiose
- Abbazia di Santa Maria alla Croce di Tiglieto. Corredata dal monastero con annessa chiesa romanica, fu una delle costruzioni religiose tra le prime erette in Liguria e in Italia. Eretta dai monaci cistercensi nel corso del 1120; l'opera fu completata con la costruzione dell'ampio chiostro e il convento.
- Chiesa parrocchiale dei Santi Bernardo e Maria Assunta nella località e sede comunale di Casavecchia. La parrocchiale fu costruita nel 1934 e al suo interno, diviso in tre navate, conserva due affreschi del pittore Piero Dalle Ceste.
- Chiesa di San Gottardo nella frazione di Acquabuona. Secondo alcune fonti cartacee già presente in un'epoca anteriore al XVII secolo, l'edificio, distrutto da un'alluvione del 1935, fu riedificato nel 1949.
- Cappella di Nostra Signora della Guardia e San Carlo nella località di Vrigna, eretta nel 1924 dal sacerdote don Antonio Pesce in memoria della madre Carolina.

### Architetture civili
Nei pressi dell'ampio fondovalle del torrente Orba è ubicato un antico ponte di attraversamento in pietra costruito dai monaci cistercensi della vicina abbazia di Santa Maria alla Croce di Tiglieto. Il ponte, a cinque arcate disuguali, di cui quella centrale è alta venti metri, fu in seguito ripristinato dai marchesi Raggio nel corso del XVII secolo.

### Aree naturali
Al confine con la provincia di Alessandria, nei pressi della badia di Tiglieto, in località denominata Pian della Badia, è presente un caratteristico habitat faunistico e floristico. Proposto dalla rete Natura 2000 della Liguria come Sito di Interesse Comunitario sono presenti tra le piante del fondovalle del torrente Orba la Cerastium utriense - comunemente denominata la peverina di Voltri - e l'Alyssoides utriculata, quest'ultima caratterizzata dalla tipica colorazione gialla dei fiori.
Della famiglia degli Uccelli sono presenti quasi sessanta specie tutelate e tra i Pesci il Leuciscus souffia, il Barbus plebejus e il Chondrostoma toxostoma quest'ultimo diffuso più largamente in Francia e Spagna.

## Società

### Evoluzione demografica
Abitanti censiti

### Etnie e minoranze straniere
Secondo i dati Istat al 31 dicembre 2022, i cittadini stranieri residenti a Tiglieto sono 18.

## Geografia antropica

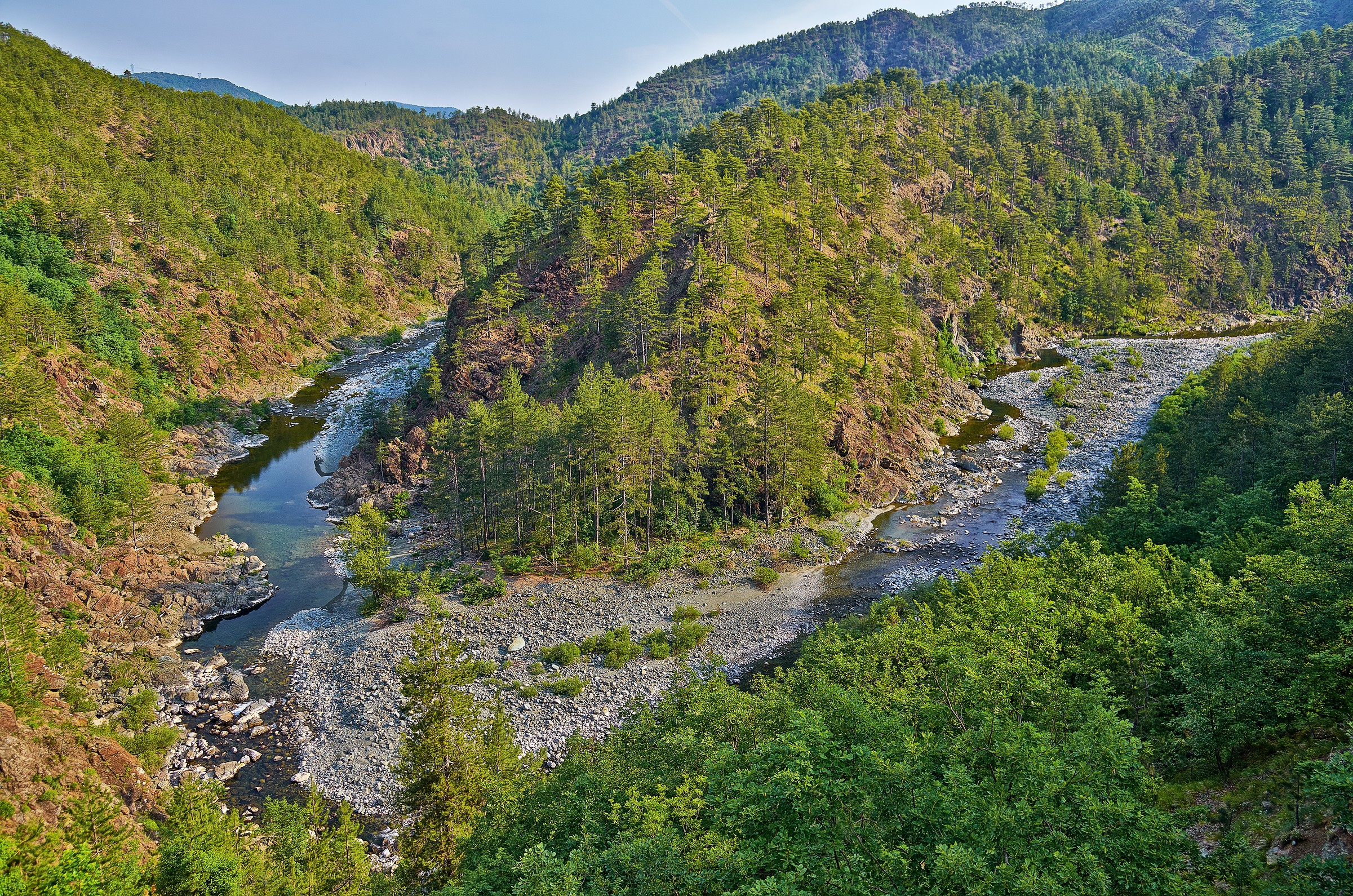
Ansa dell'Orba

Il suo territorio comunale comprende anche la frazione di Acquabuona, oltre a località più piccole come Acquabianca, Mogliole, San Gottardo e Vrigna, per un totale di 24,54 km². Il borgo di Casavecchia, dove si trova il municipio, è parte dell'abitato di Tiglieto.
Confina a nord con il comune di Molare (AL) e di Rossiglione, a sud con Urbe (SV), ad ovest con Molare, Ponzone (AL) e Urbe e ad est con Rossiglione, Campo Ligure, Masone e Genova.

## Economia
Si basa principalmente sull'attività agricola, in particolar modo sulla produzione dei prodotti naturali come l'apprezzato miele, l'allevamento del bestiame e lo sfruttamento del sottobosco. Rilevante è anche l'attività connessa al turismo vacanziero, specie nel periodo della villeggiatura estiva ed invernale.

## Infrastrutture e trasporti

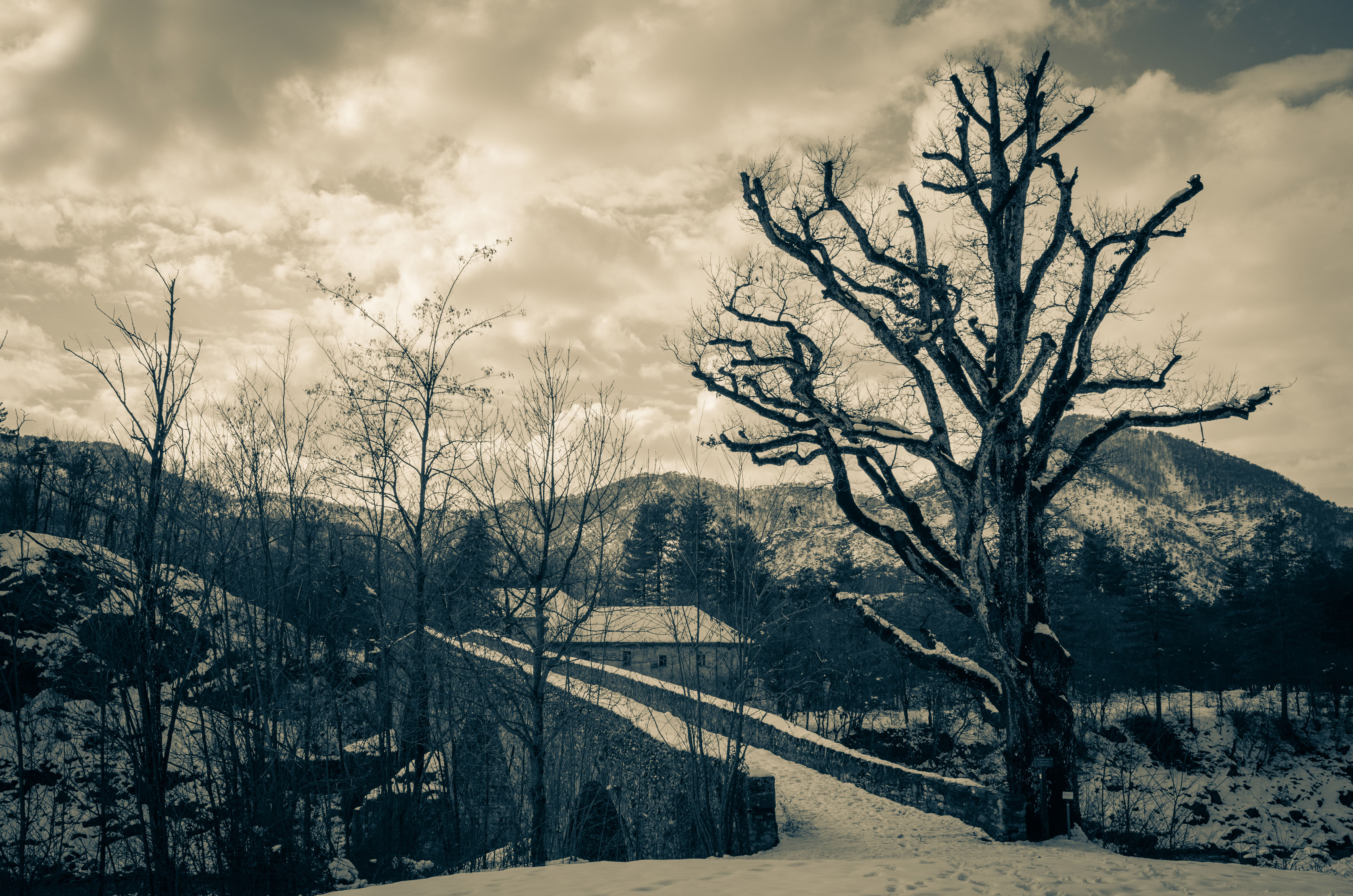
Paesaggio con rovere a Tiglieto

### Strade
Il centro di Tiglieto è attraversato principalmente dalla strada provinciale 41 di Tiglieto che gli permette il collegamento stradale con Rossiglione, ad est ed innestandosi con la strada statale 456 del Turchino, e ad ovest con la provinciale 53 presso Martina Olba nel comune di Urbe, in provincia di Savona.
Ulteriori collegamenti viari del territorio sono la provinciale 64 di Acquabianca e la provinciale 76 di Olbicella per raggiungere le omonime località.

### Mobilità urbana
Dal comune di Masone un servizio di trasporto pubblico locale gestito dall'AMT garantisce quotidiani collegamenti bus con Tiglieto e per le altre località del territorio comunale.

## Amministrazione
| Periodo        | Periodo        | Primo cittadino          | Partito                                        | Carica  | Note |
| -------------- | -------------- | ------------------------ | ---------------------------------------------- | ------- | ---- |
| 20 luglio 1985 | 10 giugno 1990 | Valentino Abbondanza     | PCI                                            | Sindaco |      |
| 10 giugno 1990 | 24 aprile 1995 | Valentino Abbondanza     | PDS                                            | Sindaco |      |
| 24 aprile 1995 | 14 giugno 1999 | Valentino Abbondanza     | Costituzione (lista civica di centro-sinistra) | Sindaco |      |
| 4 giugno 1999  | 14 giugno 2004 | Valentino Abbondanza     | Costituzione (lista civica di centro-sinistra) | Sindaco |      |
| 14 giugno 2004 | 8 giugno 2009  | Michelangelo Carlo Pesce | Costituzione (lista civica di centro-sinistra) | Sindaco |      |
| 8 giugno 2009  | 26 maggio 2014 | Michelangelo Carlo Pesce | Costituzione (lista civica di centro-sinistra) | Sindaco |      |
| 26 maggio 2014 | 27 maggio 2019 | Giorgio Leoncini         | Provare a cambiare (lista civica)              | Sindaco |      |
| 27 maggio 2019 | 10 giugno 2024 | Giorgio Leoncini         | Provare a cambiare (lista civica)              | Sindaco |      |
| 10 giugno 2024 | in carica      | Maurizio Oliveri         | Continuare a cambiare (lista civica)           | Sindaco |      |

### Altre informazioni amministrative
Tiglieto fa parte dell'Unione dei comuni delle Valli Stura, Orba e Leira.